# Canada ai XX Giochi olimpici invernali
Il Canada partecipò ai XX Giochi olimpici invernali, svoltisi a Torino, Italia, dall'11 al 19 febbraio 2006, con una delegazione di 191 atleti impegnati in quindici discipline.